# Räderna mot Marshall- och Gilbertöarna
Räderna mot Marshall- och Gilbertöarna var taktiska flygbombningar och sjöartilleriattacker från amerikanska flottans hangarfartyg och andra krigsskepp mot kejserliga japanska flottans garnison på Marshall- och Gilbertöarna den 1 februari 1942. De japanska garnisonerna var under övergripande ledning av viceamiral Shigeyoshi Inoue, befälhavare av 4. flottan. Japanska flygplan på öarna tillhörde 24. flygflottiljen under konteramiral Eiji Gotō. De amerikanska krigsfartygsstyrkorna stod under övergripande ledning av viceamiral William Halsey, Jr.

## Räderna
Räderna utfördes av två separata amerikanska insatsstyrkor. Flygplan från Task Force 17 (TF 17), under befäl av konteramiral Frank Jack Fletcher och centrerad på hangarfartyget USS Yorktown, attackerade öarna Jaluit, Mili och Makin (Butaritari). Yorktowns flygplan orsakade måttliga skador på japanska flottans anläggningar på öarna och förstörde tre flygplan. Sju flygplan från Yorktown försvann, liksom ett pontonflygplan från något av TF 17:s kryssare.
Flygplan från Task Force 8 (TF 8), under befäl av Halsey och centrerad på hangarfartyget  USS Enterprise, attackerade Kwajalein, Wotje och Taroa. Samtidigt bombarderade kryssare och jagare Wotje och Taroa. Attackerna orsakade lätta till måttliga skador på de tre öarnas flottgarnisoner. Tre små krigsfartyg sänktes och flera andra skadades, däribland den lätta kryssaren Katori. 15 japanska flygplan förstördes också. Den tunga kryssaren USS Chester träffades och skadades lätt av en japansk bomb och sex flygplan från Enterprise förlorades. TF 8 och 17 avgick från området omedelbart efter slutförandet av räderna.

## Efterdyningar och betydelse
Räderna hade en liten långsiktig strategisk påverkan. Japanska flottan skickade kortfattat två hangarfartyg för att jaga TF 16 och 17, men övergav snabbt jakten och fortsatte sitt understöd för de pågående, framgångsrika erövringarna i Filippinerna och Nederländska Ostindien. Räderna hjälpte dock att höja moralen inom den amerikanska flottan och amerikanska allmänheten, som fortfarande var i gungning från attacken mot Pearl Harbor och förlusten av Wake Island. Räderna gav också värdefull erfarenhet i flygoperationer med hangarfartyg, som hårdnade de amerikanska hangarfartygsgrupperna för framtida strider mot japanska styrkor. Japanernas hade för egen del uppenbarligen inte insett att deras koncept av omkretsförsvar hade allvarliga brister, i och med att de utspridda ögarnisonerna var för långt ifrån varandra för att vara tillräckligt ömsesidigt stödjande för att förhindra inträngning av fientliga hangarfartygstrupper. Räderna, tillsammans med Doolittleräden i april 1942, hjälpte övertyga japanska Kombinerade flottans befälhavare Isoroku Yamamoto, att han behövde dra de amerikanska hangarfartygen in i striden så snart som möjligt för att förstöra dem. Yamamotos plan att göra detta resulterade i slaget vid Midway.